# Sol Bamba
Souleymane Bamba, známý jako Sol Bamba (13. ledna 1985 Ivry-sur-Seine – 31. srpna 2024 Manisa), byl fotbalový obránce, dříve hráč velšského klubu Cardiff City působícího v anglických fotbalových soutěžích. Nastupoval i za fotbalovou reprezentaci Pobřeží slonoviny.

## Reprezentační kariéra

### Mládežnické reprezentace
S týmem Pobřeží slonoviny U20 hrál na Mistrovství světa hráčů do 20 let 2003 ve Spojených arabských emirátech, kde jeho tým vypadl v osmifinále s USA po prohře 0:2.
S reprezentačním výběrem Pobřeží slonoviny do 23 let se zúčastnil Letních olympijských her 2008 v Pekingu, kde jeho tým vypadl ve čtvrtfinále s Nigérií. Bamba nastoupil ve 2 zápasech Pobřeží slonoviny na turnaji.

### A-mužstvo
V A-mužstvu Pobřeží slonoviny debutoval 19. 11. 2008 v přátelském zápase v Tel Avivu proti domácímu týmu Izraele (remíza 2:2).
Představil se na Africkém poháru národů v roce 2012, kde se Pobřeží slonoviny dostalo až do finále proti Zambii, v němž podlehlo v penaltovém rozstřelu.
Zúčastnil se Mistrovství světa 2010 v Jihoafrické republice a také Mistrovství světa 2014 v Brazílii, kde reprezentace Pobřeží slonoviny vypadla v základní skupině C.